# Dr. Funk
Dr. Funk ist der Name eines alkoholischen Cocktails, der im 19. Jahrhundert von dem deutschen Tropenarzt Bernhard Funk in Samoa als Tropenmedizin entwickelt wurde.

## Geschichte
Es sind einige leicht abweichende Fassungen überliefert: Kernelemente sind Absinth, Rum und Granatapfelsirup, dazu Zitronen und Limettensaft. Bernhard Funk teilte Freunden in Französisch-Polynesien das Rezept mit, und der Cocktail etablierte sich von Tahiti ausgehend im gesamten ozeanischen Raum. Das Getränk wurde so zum Vorbild der seit den 1920er Jahren aufkommenden und seit den 1950er Jahren populären „Südsee-Cocktails“. Es gilt daher als „Mutter aller Cocktails“. Von den gegenwärtig verbreiteten Cocktails steht ihm der „Zombie“ in der Zusammensetzung am nächsten. Dr. Funk ist der einzige Cocktail, der tatsächlich in Ozeanien (in Polynesien) kreiert wurde. Traditionell wird er in einem Glas für Pilsner Bier serviert. Im Zusammenhang mit der Tiki-Mode fanden und finden aber auch phantasievolle Trinkgefäße Verwendung. Durch verschiedene Ausstellungen und Publikationen erlangte das Getränk in jüngster Zeit wieder größere Popularität.